# キョーリンフード工業
キョーリンフード工業株式会社は、兵庫県姫路市白銀町に本社を置く観賞魚飼料のメーカーである。カミハタ養魚グループに属している。

## 事業
観賞魚飼料の製造を中心に、一部養殖用の飼料を委託で製造している。HACCPに準じた厳しい品質管理で知られる。

## 生産拠点
- 福崎工場（兵庫県福崎町）
- 加西工場（兵庫県加西市）
- 九州工場（福岡県筑後市）

## グループ会社
- 株式会社キョーリン　観賞魚飼料、観賞魚用品の販売
- 神畑養魚株式会社　観賞魚、観賞魚用品卸
- キョーリンチャイナグループ（香港、深圳、天津）
- Hikari sales USA (アメリカ)